# Andreas Kertesz
Andreas Kertesz (22 luglio 1969) è un ex schermidore svedese.

## Biografia
Nei campionati europei di scherma ha conquistato una medaglia di bronzo a Keszthely ne 1995, nella gara di spada individuale.

## Palmarès
In carriera ha conseguito i seguenti risultati:
- Europei di scherma

Keszthely 1995: bronzo nella spada individuale.